# 庄高家
庄 高家（しょう たかいえ、生没年未詳）は、平安時代末期から鎌倉時代初期の武蔵国児玉党（現在の埼玉県本庄市栗崎出身）の武士。児玉党本宗家4代目である庄太夫家弘の四男。通称は四郎。複数ある『武蔵七党系図』の一部には従五位下とある。

## 生涯
『平家物語』「重衡生捕」によると、高家は一ノ谷の戦いで梶原景季と共に平家の大将・平重衡を捕らえたとされる。落馬した重衡が自害しようとしたところを、景季に先駆けて高家が駆けつけ、馬から飛び降りて自害を止め、自分の馬に乗せて護送したという（ただし、伝承によっては、家弘の長男家長が捕らえたとも、三男忠家が捕らえたともある）。『児玉党家系図』及び一部の『武蔵七党系図』によると、一ノ谷の戦いにおいて、但馬守経正を討ち取ったとあるが、『平家物語』では、経正を討ち取ったのは河越重房とされるため、信憑性は不明である。
『吾妻鏡』文治元年（1185年）11月2日条によると、高家は源義経の家人であったが、義経の都落ちには従わず、西国へ向かう船の手配のために義経から遣わされていた越前国の武士斎藤友実と行き会ったところを「元のように義経に味方しましょう」と偽り、義経にその旨を伝えるため友実が高家を連れて行こうとしたところを殺害している。『玉葉』10月30日条では義経から西国行きの乗船手配に派遣された郎従は紀伊権守兼資で、それを殺害したのは太田頼基となっている。
奥州合戦時（1189年）には、他の兄弟達と共に源氏方に従って参戦している。また、建久元年（1190年）、源頼朝の上洛に際し、後陣随兵として従っている。『児玉党家系図』及び一部の七党系図によれば、承久2年（1220年）10月17日に出家したとあるから少なくとも13世紀初めまでは生存していた。しかし、『吾妻鏡』では、承久3年に起きた承久の乱で庄四郎が敵を一人生け捕りにしたという記述がある（この庄四郎は庄弘高の子息である四方田四郎弘季のことか）。

## 蛭川氏について
高家は児玉郡栗崎を南下して、蛭川（現在の児玉町蛭川）に移住し、蛭川氏の祖となった（児玉町蛭川東廓に館があったと推定されている）。『武蔵七党系図』には、家弘の子、庄刑部亟高家の名で記載されている（刑部は蛭川氏に見られる通称）。高家の子息は、系図には、蛭川太郎定家、蛭川四郎家国などとある。また、『吾妻鑑』にも蛭川刑部極、蛭川刑部三郎など、一族の名が見える。
高家の孫の代になると、蛭川氏から今井氏が派生することとなる。
高家自身は庄氏を名乗っているが、その子孫は、蛭川氏や庄氏を名乗り、必ずしも氏は一定していなかった。児玉時国の子孫の伝承が正しければ、児玉氏を名乗りなおした者もいたと考えられる。

## その他
- 児玉党は武蔵七党の一つで、木曾義仲追討や一ノ谷の戦いなど、各戦での活躍が、『平家物語』『吾妻鏡』『源平盛衰記』に描かれている。
- 高家は木曾義仲に仕え、他の兄弟は義経に従い、義仲の死後に高家は義経の家人となったという伝承がある（詳しくは庄三郎忠家の項を参照）。
- 児玉町蛭川の神社には、高家が討ち取ったとされる重衡の首塚がある。ただし、重衡の生け捕りは、研究者の間では家長説が有力である。第一に、高家は武功に見合うだけの恩賞を与えられていない。大将クラスの者を捕えて何の恩賞も与えられていないというのはあまりにも不自然である。第二に、西日本当地の伝承においても、高家ではなく、家長が捕らえたと伝えている。第三に、備中国の猿掛城城主も家長と伝えられていることから、高家の所領ではないことが分かる。他多数の資料においても、高家が生け捕ったとは記述されておらず、家長の手柄として記述されている。『平家物語』のみが高家の手柄としてることから、信憑性は現状としては低い[1]。
- 高家が重衡を生け捕ったとする立場の研究者によると、備中国草壁庄に移住した庄氏は、歴代の通称が四郎であり、高家と関係するものではないかとしている。